# Стівен Вілтшир
Стівен Вілтшир (англ. Stephen Wiltshire, [ˈstiːvn̩ ˈwɪltʃə], * 24 квітня 1974, Лондон, Велика Британія) — британський архітектурний художник. Прославився феноменальною зоровою пам'ятю, здатний намалювати з пам'яті пейзаж, побачивши його тільки один раз. У 2013 році він реконструював панораму Лондона з вершини найвищої вежі, хмародеру «Ска́лка» (Shard). Для документального фільму про мозок протягом п'яти днів він намалював з пам'яті панораму Нью-Йорка, який він оглядав з гелікоптера протягом однієї години.

## Біографія
У ранньому віці Стівен не розмовляв, а коли мав 3 роки йому поставили діагноз — аутизм. У цьому ж році його батько розбився на мотоциклі. Через рік його віддали до спеціальної школи (1979—1987), де він зацікавився малюванням. Коли йому виповнилося 8 років почав малювати міста, зруйновані землетрусом. Тільки у віці 9 років навчився говорити. У віці 10 років створив серію малюнків «Лондонський алфавіт» (London Alphabet) — на кожну літеру була зображена знаменита лондонська будівля, назва якої починалася з відповідної букви алфавіту.

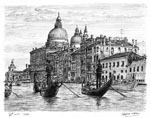
Венеція

У 1987 році він з'явився на програмі BBC «Безглузді премудрості» (The Foolish Wise Ones), що викликало зацікавлення його особою і багато глядачів хотіли купити його роботи. У цьому ж році він опублікував свої малюнки під назвою «Малюнки» (Drawings) і став популярним художником.
Стівен має унікальну фотографічну пам'ять, яка дає йому можливість намалювати панораму міста так як він її бачив з гелікоптера під час короткого, не більше ніж 45 хвилинного польоту над містом, зберігаючи такі деталі, як кількість вікон чи колон у кожному будинку. Зрозуміло, що він їх не рахує, а ніби фотографує. Так він намалював панорами ряду міст: Лондона, Риму, Токіо, Франкфурту, Гонконгу, Мадрида, Єрусалима.
Стівен аутист з ейдетичною пам'ятю (синдром саванта). За його здатність намалювати панораму міста з величезною точністю деталей, як це робить «фотоапарат» його називають «фотолюдиною» (людиною-фотокамерою). Проте, виявилося, що талант до малювання — не єдиний його талант. Стівен Вілтшир володіє абсолютним музичним слухом і може відтворювати з голови́ цілі музичні твори. Так, одного разу почувши по телевізору «Кармен», він легко наспівав кілька арій з опери.